# John Hodgman
John Kellogg Hodgman (Brookline, Massachussetts, 3 de junho de 1971) é um autor, ator e humorista norte-americano. Além de suas obras escritas, tais como More Information Than You Require, e That Is All, ele é conhecido por interpretar a personificação de um PC em contraste com a personificação de um Mac de Justin Long na campanha de publicidade  "Get a Mac" da Apple,  e por seu trabalho como correspondente no programa  Daily Show with Jon Stewart.
Seus escritos foram publicados nas revistas One Story (para a qual ele contribuiu com seu conto de estreia "Villanova"), The Paris Review, McSweeney's Quarterly Concern, Wired e The New York Times Magazine, na qual ele é editor da seção de humor. Ele contribui para os programas de rádio This American Life, e Wiretap, da CBC Radio One. O seu primeiro livro e áudio que acompanha a narração, The Areas of My Expertise, um  almanaque  satírico e irônico que  não contém quase nenhuma informação factual, foi publicado em 2005. Seu segundo livro, More Information Than You Requirer, foi lançado em  21 de outubro de 2008. Seu terceiro livro, That Is All, foi publicado dia 1 de novembro de 2011.

## Outras aparições na mídia

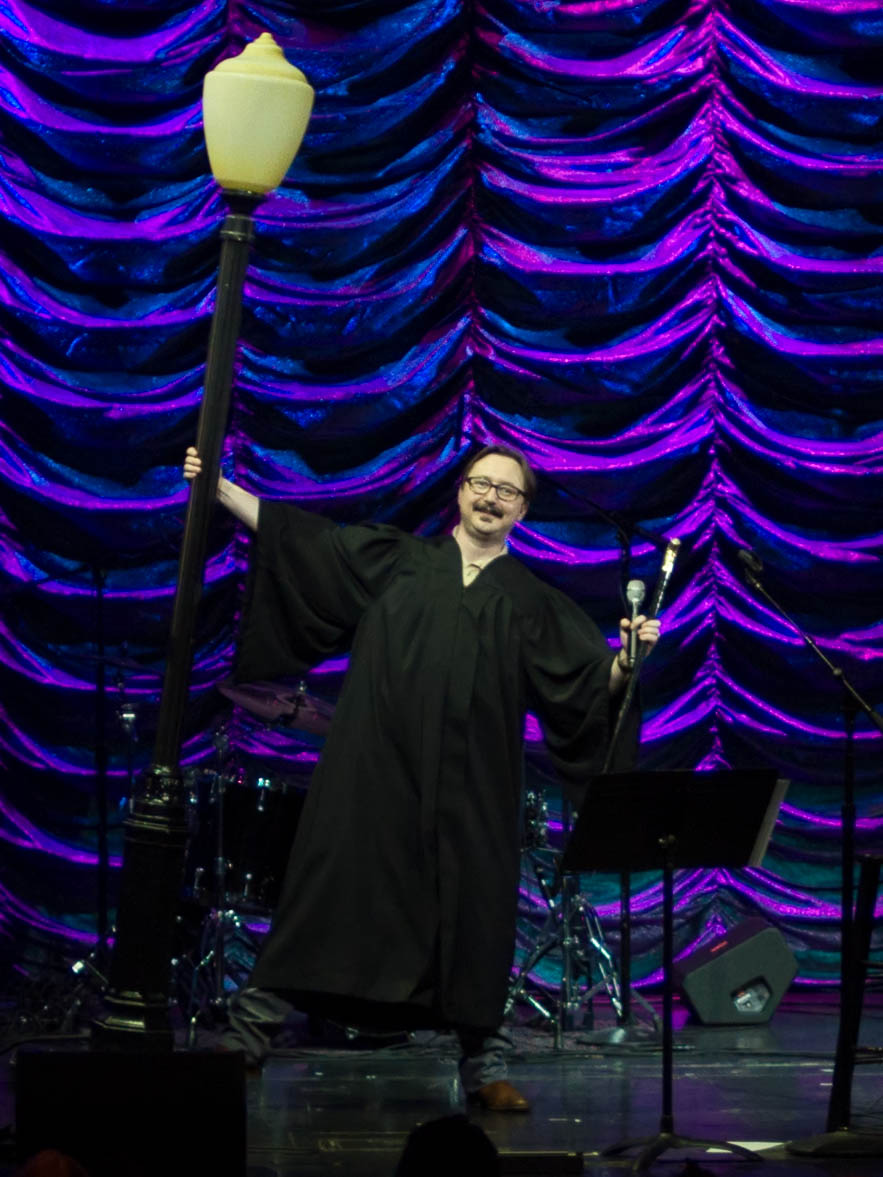
Hodgman durante uma gravação ao vivo de Judge John Hodgman em 2013

### Aparições
- 2008: Baby Mama como Especialista em fertilidade
- 2009: Coraline como Pai/Outro Pai (voz)
- 2009: A Invenção da Mentira como Superintendente de casamento
- 2011: Arthur como Gerente de loja de doces
- 2013: Movie 43 como O Pinguim
- 2015: Pitch Perfect 2 como Cantor dos Tone Hangers